# ما زال لدينا وقت (فلم)
ما زال لدينا وقت (بالفرنسية: On a le temps) هو فيلم دراما فرنسي صدر في 2014 من إخراج عبد الرضا کاهانی.

## قصة الفيلم
هذا الفلم، يحكي قصة شاب إيراني يدعى عماد وقد عرض نفسه للعمل في إحدى مكاتب عارضي الأزياء في باريس بعد أن انهى دراسته في مدينة بيزانسون الصغيرة. فی حینها، أخبر صدیقته الفرنسية كارولين أنه ينوي العودة إلى إيران. وقبل عودته بقليل وفراقهما الدائم، أخبرته كارولين التي ما زالت تحت العمر القانوني أنها حامل منه.

## روابط خارجية
- مقالات تستعمل روابط فنية بلا صلة مع ويكي بيانات